# Keston Bledman
Keston Bledman, född den 8 mars 1988 i Port of Spain, är en friidrottare från Trinidad och Tobago som tävlar på 100 meter.
Bledman var i final på 100 meter vid VM för juniorer 2006 men slutade på sjätte plats. Han deltog även vid VM 2007 i Osaka men blev där utslagen redan i kvartsfinalen.
Vid Olympiska sommarspelen 2008 deltog han i Trinidad och Tobagos stafettlag över 4 x 100 meter och blev där silvermedaljör efter Jamaica.
Vid VM 2009 deltog han bara i stafettlaget på 4 x 100 meter som blev silvermedaljör efter Jamaica. 

## Personliga rekord
- 100 meter - 9,99 från 4 juni 2011